# Enea
Enea S.A. – polskie przedsiębiorstwo branży energetycznej z siedzibą w Poznaniu. Grupa Kapitałowa Enea, dla której Enea S.A. jest jednostką dominującą, działa w pełnym łańcuchu wartości rynku energetycznego:
- wydobycie węgla kamiennego (Lubelski Węgiel Bogdanka S.A.);
- wytwarzanie energii elektrycznej (Enea Wytwarzanie z głównym aktywem, Elektrownią Kozienice oraz Enea Elektrownia Połaniec z głównym aktywem, Elektrownią Połaniec);
- dystrybucja energii elektrycznej (Enea Operator);
- handel energią (Enea S.A. – handel detaliczny, Enea Trading – handel hurtowy).

Grupa Enea prowadzi także działalność w obszarze wytwarzania, dystrybucji i sprzedaży ciepła (Enea Ciepło, dawniej MPEC Białystok oraz MEC Piła i PEC Oborniki), a także w zakresie usług oświetleniowych (Enea Oświetlenie sp. z o.o.).
Grupa Kapitałowa Enea jest wiceliderem w produkcji energii elektrycznej netto w Polsce – w 2021 r. wytworzyła 26,4 TWh.

## Grupa Enea
W styczniu 2002 r., decyzją Ministra Skarbu Państwa, z połączenia pięciu podmiotów: Energetyki Poznańskiej S.A., Energetyki Szczecińskiej S.A., Zakładu Energetycznego Bydgoszcz S.A., Zakładu Energetycznego Gorzów S.A. i Zielonogórskich Zakładów Energetycznych S.A. utworzono tzw. Grupę Zachodnią, którą 2 stycznia 2003 przekształcono w Grupę Energetyczną Enea. W kolejnych latach przedsiębiorstwo przejęło dwie ważne elektrownie systemowe: Elektrownię Kozienice (w 2007 r.) oraz Elektrownię Połaniec (w 2017 r.). 1 lipca 2007, zgodnie z dyrektywą Unii Europejskiej, z grupy wyodrębniony został operator systemu dystrybucyjnego (OSD) – Enea Operator sp. z o.o.
Grupa działa na obszarach województw: zachodniopomorskiego, lubuskiego, kujawsko-pomorskiego, wielkopolskiego i (w niewielkiej części) dolnośląskiego i pomorskiego (pięć obszarów dystrybucji Enei Operator) oraz na Mazowszu (Enea Wytwarzanie), Kielecczyźnie (Enea Połaniec), Podlasiu (Enea Ciepło) i Lubelszczyźnie (LW Bogdanka).

### Enea S.A.
Enea S.A. jest spółką dominującą Grupy Kapitałowej Enea i sprzedawcą energii elektrycznej. Od 17 listopada 2008 Enea S.A. notowana jest na warszawskiej Giełdzie Papierów Wartościowych.

### Enea Operator
Enea Operator działa na obszarze Polski o powierzchni 58 174,13 km², a teren jej działania podzielony jest na 5 oddziałów dystrybucji i 32 rejony dystrybucji:
Oddział Dystrybucji Bydgoszcz
- Rejon Dystrybucji Bydgoszcz
- Rejon Dystrybucji Chojnice
- Rejon Dystrybucji Inowrocław
- Rejon Dystrybucji Mogilno
- Rejon Dystrybucji Nakło
- Rejon Dystrybucji Świecie

Oddział Dystrybucji Gorzów Wielkopolski
- Rejon Dystrybucji Gorzów Wielkopolski
- Rejon Dystrybucji Choszczno
- Rejon Dystrybucji Dębno
- Rejon Dystrybucji Międzychód
- Rejon Dystrybucji Sulęcin

Oddział Dystrybucji Poznań
- Rejon Dystrybucji Poznań
- Rejon Dystrybucji Chodzież
- Rejon Dystrybucji Gniezno
- Rejon Dystrybucji Leszno
- Rejon Dystrybucji Opalenica
- Rejon Dystrybucji Piła
- Rejon Dystrybucji Szamotuły
- Rejon Dystrybucji Wałcz
- Rejon Dystrybucji Września

Oddział Dystrybucji Szczecin
- Rejon Dystrybucji Szczecin
- Rejon Dystrybucji Goleniów
- Rejon Dystrybucji Gryfice
- Rejon Dystrybucji Międzyzdroje
- Rejon Dystrybucji Stargard

Oddział Dystrybucji Zielona Góra
- Rejon Dystrybucji Zielona Góra
- Rejon Dystrybucji Wolsztyn
- Rejon Dystrybucji Krosno Odrzańskie
- Rejon Dystrybucji Świebodzin
- Rejon Dystrybucji Żary
- Rejon Dystrybucji Nowa Sól

### Pozostałe spółki zależne Grupy[4]
- Enea Wytwarzanie
- Enea Połaniec
- Enea Trading
- Enea Serwis
- Enea Oświetlenie
- Enea Innowacje
- Enea Ciepło
- Enea Nowa Energia
- Enea ELKOGAZ
- Enea Power&Gas Trading
- Enea Pomiary
- Enea Logistyka
- Enea Centrum
- Enea Bioenergia
- Lubelski Węgiel „Bogdanka” S.A.
- Przedsiębiorstwo Energetyki Cieplnej w Obornikach
- Miejska Energetyka Cieplna w Pile
- EN102 Sp. z o.o.
- EN103 Sp. z o.o.
- EN201 Sp. z o.o.
- EN203 Sp. z o.o.

## Akcjonariat
Akcjonariat spółki na 31 maja 2022:
| Właściciel    | Liczba akcji | Udziały [%] |
| ------------- | ------------ | ----------- |
| Skarb Państwa | 277 015 422  | 52,29       |
| Pozostali     | 252 715 671  | 47,71       |

Spółka nie wyemitowała akcji uprzywilejowanych co do głosów na walne zgromadzenie akcjonariuszy (WZA), stąd wielkość udziału w kapitale akcyjnym odpowiada udziałowi w liczbie głosów na WZA.
Wartość programu akcji pracowniczych spółki Grupy Kapitałowej Enea oszacowano na 921 mln zł.

## Sponsoring

### Sport
- Korona Kielce[10] – Ekstraklasa w piłce nożnej
- Radomiak Radom[11] – Ekstraklasa w piłce nożnej
- Enea Falubaz Zielona Góra[12] – Speedway Ekstraliga
- Stal Gorzów Wielkopolski[13] – Speedway Ekstraliga
- Stelmet Enea BC Zielona Góra[14] – Polska Liga Koszykówki
- AZS AJP Gorzów Wielkopolski[15] – Basket Liga Kobiet
- Enea AZS Poznań[16] – Basket Liga Kobiet
- PTPS Piła – Liga Siatkówki Kobiet (do 2021[17])
- Enea Abramczyk Astoria Bydgoszcz[18] – I liga polska w koszykówce mężczyzn
- Enea Energetyk Poznań[19] – I liga polska w piłce siatkowej kobiet
- Carina Gubin[20] – III liga polska w piłce nożnej
- KTS Enea Siarkopol Tarnobrzeg[21]
- Enea Ironman® 70.3® Gdynia[22]
- Enea Bydgoszcz Triathlon[23]
- Polski Związek Tenisa Stołowego[24]

### Kultura
- Teatr Wielki im. Stanisława Moniuszki w Poznaniu[25]
- Teatr Polski w Szczecinie[26]
- Filharmonia Pomorska im. Ignacego Jana Paderewskiego w Bydgoszczy[27]
- Enter Enea Festiwal[28]
- Enea Spring Break Showcase Festival & Conference[29]